# Acanthonevra desperata
Acanthonevra desperata är en tvåvingeart som först beskrevs av Erich Martin Hering 1939.  Acanthonevra desperata ingår i släktet Acanthonevra och familjen borrflugor. Inga underarter finns listade i Catalogue of Life.